# TV-Browser
TV-Browser ist ein freier plattformunabhängiger elektronischer Programmführer (EPG). Die Software ist in Java geschrieben, wird seit dem Jahr 2002 entwickelt und hat nach eigenen Angaben über 80.000 aktive Nutzer. Es sind die Programme von mehr als 1000 deutschen und ausländischen Fernseh- und mehr als 100 Hörfunksendern verfügbar.
Über Schnittstellen und Plug-ins können andere Dienste eingebunden werden, um weitere Programmdaten darzustellen. Die Programmdaten werden von den jeweiligen Sendern geliefert, eine redaktionelle Nachbearbeitung findet in der Regel nicht statt. Ebenso sind durch Plug-ins viele weitere Funktionen geschaffen. Beispielsweise können Lieblingssendungen durch Stichworte („John Wayne“) gefunden werden; diese werden dann farblich hervorgehoben und durch Erinnerungsfenster angezeigt.
Die Version für Android wurde zeitweise von Google Play gesperrt. Als Lösung gibt es eine leicht eingeschränkte Version ("variantPlay") im Play Store und eine unverändert vollständige Version ("free") bei GitHub.

## Geschichte
Die Entstehungsgeschichte von TV-Browser begann im Jahr 2002, als Martin Oberhauser eine Erweiterung für einen kommerziellen EPG schrieb, damit dieser auf seinem Mac laufen konnte, und ihn dem Betreiber anbot. Das Unternehmen lehnte jedoch ab, sodass Oberhauser beschloss, sein Programm auf Open-Source-Basis anzubieten und weiterzuentwickeln. Zunächst gab es jedoch keine Programmdaten von Sendern für diese Software. Durch die Entwicklung einer Schnittstelle, die es jedem ermöglicht, Programmdaten in TV-Browser einzubinden, wurde das Anbieten vereinfacht, sodass die Zahl der Sender rasch wuchs und die Beliebtheit des Programms stieg.
Hohe Wellen schlug es dementsprechend auch, als ProSiebenSat.1 Media im April 2004 ihre Geschäftsbedingungen dahin gehend änderte, dass TV-Browser die Daten dieser Sender nicht mehr anbieten konnte. Die Nutzerzahl des Programms sank dadurch deutlich. Im Juli 2004 gestattete das Unternehmen die Nutzung der Daten jedoch wieder. Zwei Monate darauf wurde die Version 1.0 von TV-Browser veröffentlicht. Mit der Veröffentlichung der Version 2.2 im Mai 2006 versuchten die Entwickler, insbesondere Benutzerfreundlichkeit und Optik zu verbessern. Ab der Version 2.5.3 werden Bilder zu den Sendungen sowie der Export nach Outlook, Apple Kalender und Google Kalender unterstützt.
Seit dem 1. Januar 2008 konnte TV-Browser die EPG-Daten von 16 Sendern nicht mehr anzeigen, da die VG Media eine Gebühr für die Nutzung der Daten in elektronischen Programmführern erhob. Betroffen waren Sender wie RTL, Sat.1, ProSieben und RTL II. Es wurde versucht, diese Einschränkungen juristisch anzugreifen. Darüber hinaus konnten Benutzer des TV-Browsers eine Petition gegen diese Auflagen unterschreiben. Des Weiteren sind mehrere Plug-ins entstanden, die kostenpflichtig diese Daten aus anderen Quellen bereitstellen.
Seit dem 20. Februar 2008 ist klar, dass die Anzeige von Basisdaten wie Titel, Uhrzeit Cast etc. des Fernsehprogramms von der VG Media nicht lizenziert wird. Programmbeschreibende Texte sind davon jedoch ausgenommen. Die Programmbeschreibungen werden inzwischen von der Open Media Database übernommen und können auch von Community-Mitgliedern beigesteuert werden.
Das Programm existiert auch als portable Version.

## Entwickler
| Name              | Zeitraum     | Anmerkungen                     |
| ----------------- | ------------ | ------------------------------- |
| Martin Oberhauser | 2002–2006    | Initiator                       |
| Til Schneider     | 2003 – ?     |                                 |
| Bodo Tasche       | 2003–2011    |                                 |
| René Mach         | 2005 – heute | seit 2011 alleiniger Entwickler |
| Michael Keppler   | 2006–2011    |                                 |

## Versionen und Versionsgeschichte
| Java 1.4 | 0.9.1                                  | 26. April 2003                     | Erste öffentliche Version. |                       |                    |
| Java 1.4 | 1.0                                    | 19. September 2004                 | |                       |                    |
| Java 1.4 | 2.0.1                                  | 31. August 2005                    | |                       |                    |
| Java 1.4 | 2.1                                    | 19. November 2005                  | |                       |                    |
| Java 1.4 | 2.2                                    | 28. Mai 2006                       | |                       |                    |
| Java 1.4 | 2.2.1                                  | 20. Juli 2006                      | |                       |                    |
| Java 1.4 | 2.2.2                                  | Februar 2007                       | Unterstützung von Bildern für Systeme mit Java 1.4. |                       |                    |
| Java 1.4 | 2.2.6                                  | 6. August 2009                     | |                       |                    |
| Java 5 | 2.5                                    | 27. Dezember 2006                  | |                       |                    |
| Java 5 | 2.5.2                                  | 23. März 2007                      | |                       |                    |
| Java 5 | 2.5.3                                  | 13. Juli 2007                      | |                       |                    |
| Java 5 | 2.6                                    | 28. Oktober 2007                   | |                       |                    |
| Java 5 | 2.6.1                                  | 23. Dezember 2007                  | |                       |                    |
| Java 5 | 2.6.2                                  | 27. Dezember 2007                  | |                       |                    |
| Java 5 | 2.6.3                                  | 13. Januar 2008                    | |                       |                    |
| Java 5 | 2.7                                    | 15. Juni 2008                      | |                       |                    |
| Java 5 | 2.7.1                                  | 30. September 2008                 | |                       |                    |
| Java 5 | 2.7.2                                  | 14. Dezember 2008                  | |                       |                    |
| Java 5 | 2.7.3                                  | 28. Februar 2009                   | |                       |                    |
| Java 5 | 2.7.4                                  | 6. August 2009                     | |                       |                    |
| Java 5 | 2.7.5                                  | 27. Dezember 2009                  | |                       |                    |
| Java 5 | 2.7.6                                  | 19. Dezember 2010                  | |                       |                    |
| Java 6 | 3.0                                    | 16. April 2011                     | |                       |                    |
| Java 6 | 3.0.1                                  | 16. April 2011                     | |                       |                    |
| Java 6 | 3.0.2                                  | 7. September 2011                  | |                       |                    |
| Java 6 | 3.1                                    | 27. Juli 2012                      | |                       |                    |
| Java 6 | 3.2                                    | 14. September 2012                 | |                       |                    |
| Java 6 | 3.2.1                                  | 29. Oktober 2012                   | |                       |                    |
| Java 6 | 3.3                                    | 17. April 2013                     | |                       |                    |
| Java 6 | 3.3.1                                  | 7. Juli 2013                       | |                       |                    |
| Java 6 | 3.3.2                                  | 1. September 2013                  | Verbesserung der Erinnerungsfunktion. |                       |                    |
| Java 6 | 3.3.3                                  | 19. November 2013                  | Bugfixes und Detailverbesserungen. |                       |                    |
| Java 6 | 3.4                                    | 1. Juli 2014                       | Stabiler. Viele häufig gewünschte Verbesserungen. Sendernummeranzeige. Einfachere Installation neuer Icon-Themes. Anzeige der Lieblingssendungenliste filtern. Lieblingssendungen selbst als Filter möglich.                      |                       |                    |
| Java 6 | 3.4.0.1                                | 11. September 2014                 | Hotfix für den Fall, dass TV-Browser nicht mehr startet wg. Fehler beim Kanalsharing. |                       |                    |
| Java 6 | 3.4.1                                  | 24. Dezember 2014 / 27. April 2015 | Beschleunigter Start. Schnellerer Datumswechsel in der Programmtabelle. Java 7-Unterstützung für OS X-Anwender. Unter gleicher Versionsnummer wurde später eine Version mit verbessertem Startskript für Ubuntuuser nachgereicht. |                       |                    |
| Java 6 | 3.4.2                                  | 24. Dezember 2015                  | Export/Import der Senderliste sowie Übernahme aus der Androidversion möglich. Workaround bei Startproblem für Ubuntuuser mit GTK+-Thema.                                                                                          |                       |                    |
| Java 6 | 3.4.3                                  | 3. Januar 2016                     | Kritischer Bugfix. Nachrichtenplugin auch unter Windows wieder verfügbar. |                       |                    |
| Java 6 | 3.4.4                                  | 1. Juni 2016                       | Letzte unter Java 6 lauffähige Version. Automatische Suche neuer Sender. Suche nach "ganzer Begriff" jetzt möglich. |                       |                    |
| Java 8 | 4                                      | 27. Juni 2017                      | Weniger Speicherplatz erforderlich. Neues Erinnerungsfenster. Hervorhebung des ausgewählten Senders in der Programmtabelle. |                       |                    |
| Java 8 | 4.0.1                                  | 6. März 2018                       | Automatische Größenanpassung des Erinnerungsfensters. Start mit Java 9 möglich. |                       |                    |
| Java 11 | 4.1                                    | 2019                               | |                       |                    |
| \| Legende: \| Ältere Version; nicht mehr unterstützt \| Ältere Version; noch unterstützt \| Aktuelle Version \| Aktuelle Vorabversion \| Zukünftige Version \| |                                        |                                    | |                       |                    |
| Legende: | Ältere Version; nicht mehr unterstützt | Ältere Version; noch unterstützt   | Aktuelle Version | Aktuelle Vorabversion | Zukünftige Version |